# Chronologie des faits économiques et sociaux dans les années 1950
Chronologie de l'économie
Années 1940 - Années 1950 - Années 1960

## Événements

### Afrique
- 1949-1959 : plan de développement économique décennal au Congo belge[1].
- 1950 : la British South Africa Chartered Company cède ses droits miniers à la Rhodésie du Nord avec une période transitoire de 36 ans[2].

- 1952, Maroc : sur 706 médecins, 11 sont marocains. Sur plus de 200 architectes, un seul est marocain[3].

- 1953-1958 et 1959-1964 : plans de développements dans les colonies portugaises de l'Angola et du Mozambique ; ils bénéficient principalement aux exploitations agricoles des colons[4].
- 1953 : 
  - famine dans le Wollo et le Tigray en Éthiopie, causée par la sécheresse et des invasions de sauterelles[5].
  - Oran compte 119 000 musulmans et 173 000 Européens. 282 musulmans sont scolarisés dans l’enseignement secondaire, pour 5 836 Européens[6].
- 1953-1954 : famine chez les Ugogo au Tanganyika[7].

- 1955 :
  - publication du plan de trente ans de Van Bilsen pour préparer les Congolais à l'indépendance[8]. Il prévoit la formation d’une classe d’indigènes élevée au Congo belge : de 1950 à 1958, les emplois salariés passent de 26 050 à 68 498 dans le secteur privé, de 18 911 à 45 812 dans le secteur public et le nombre d’entreprises indigènes est multiplié par 9, passant de 5 067 à 44 825.
  - mise en place d’organismes de stabilisation des prix et de soutien à la production agricole en Côte d'Ivoire et au Cameroun[9].
- 1955-1959 : la Grande-Bretagne reçoit 44,9 % des exportations de ses possessions d’Afrique occidentale et leur fournit 43,4 % de leurs importations, 53,2 % des exportations de ses possessions d’Afrique centrale et leur fournit 37 % de leurs importations, 25,6 % des exportations de ses possessions d’Afrique orientale et leur fournit 37,4 % de leurs importations.
- 14 février 1956 : début de la production de pétrole au Gabon, au forage d'Ozouri à trente kilomètres de Port-Gentil, par la Société des Pétroles d’Afrique Equatoriale Française[10].

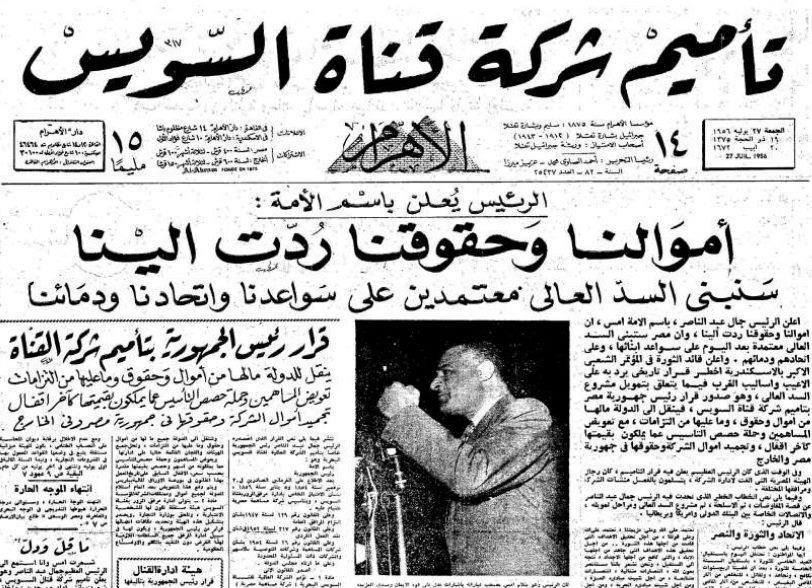
Une du journal Al-Ahram sur la nationalisation du canal de Suez.

- 26 juillet 1956 : nationalisation de la Compagnie du canal de Suez[11]. 70 % des importations britanniques et 50 % des importations françaises transitent alors par le canal. Le capital de la compagnie se partageait entre le Trésor britannique et 170 000 petits porteurs français. Les revenus tirés de l’exploitation du canal serviront à financer la construction du barrage d’Assouan.
- 1957-1958 : famine dans le Tigray, le nord le Wollo et en Érythrée en Éthiopie ; elle aurait touché un million de personnes et provoqué la mort de 100 000[5].
- 1958 : début de la production de pétrole au Nigeria[12].

### Amérique
- 1952 : le président Jacobo Árbenz Guzmán lance une réforme agraire au Guatemala pour redistribuer la terre aux indigènes et aux créoles pauvres. Elle menace les intérêts de la société américaine United Fruit Company. Il est renversé par un Coup d'État organisé par la CIA en 1954[13].

- 1952-1964 : révolution des forces de gauche en Bolivie. Le MNR amorce un processus d’incorporation des couches populaires au régime révolutionnaire. Il favorise la création de syndicats comme la Centrale ouvrière bolivienne (COB, 17 avril) et la Confédération nationale des travailleurs paysans de Bolivie (CNTCB, 15 juillet 1953). Le nouveau régime bolivien affranchit les Indiens et impose une réforme agraire (2 août 1953)[14]. La Bolivie est alors le pays le plus pauvre d’Amérique du Sud. L’espérance de vie à la naissance est de l’ordre de 40 ans et le taux d’alphabétisation n’excède pas 30 %. Les trois quarts de la population vivent de l’agriculture mais les rares terres cultivables sont aux mains de grands propriétaires recourant au pongueaje, pratique féodale de travail forcé accompagné de services personnels gratuits, pourtant interdite en 1945. Un puissant secteur minier assure les recettes de l’exportation et entretient des conditions de travail inhumaines[15].

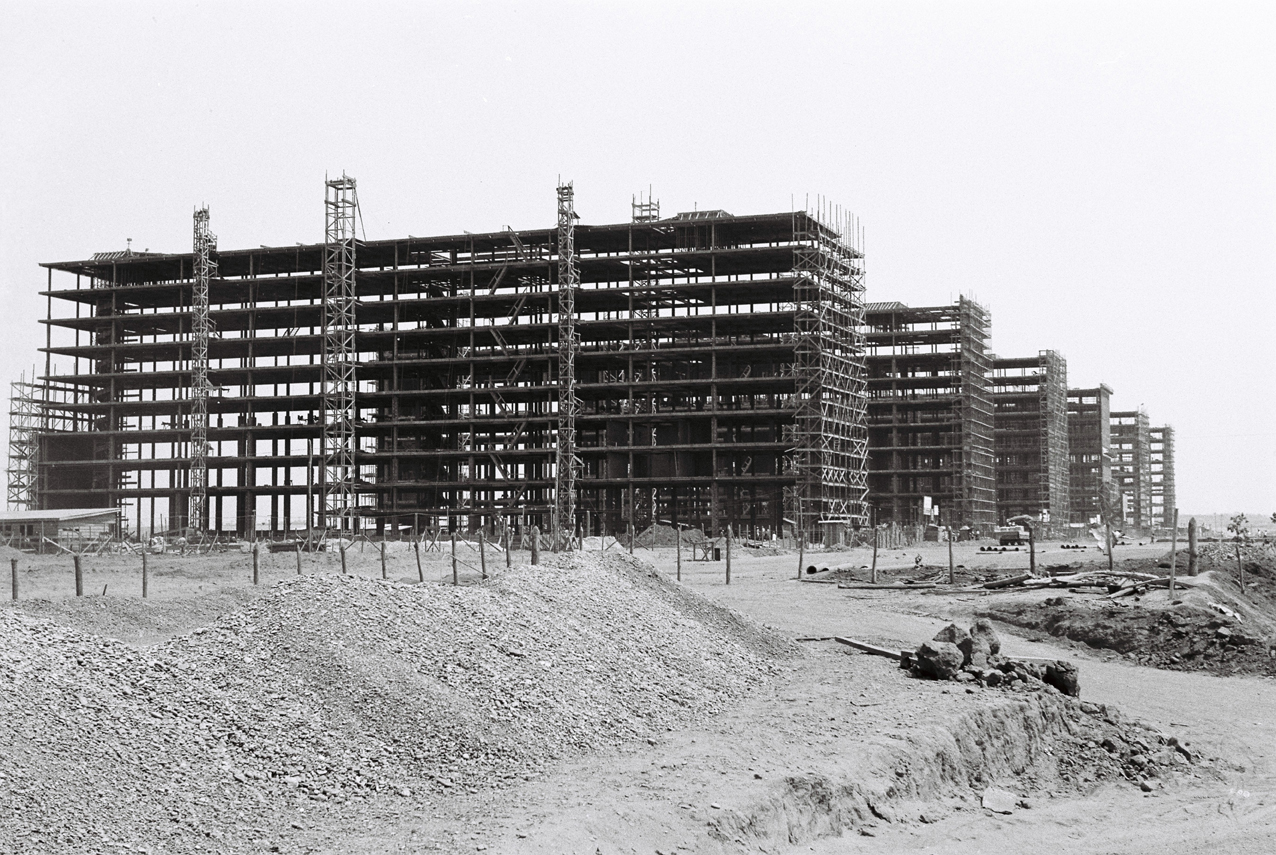
Construction des bâtiments ministériels de Brasilia en 1959.

- 1953 : publication par l'économiste keynésien Howard Bowen de l'ouvrage Social Responsibilities of the Businessman, qui a joué un rôle fondateur dans l'émergence de la notion de responsabilité sociétale des entreprises[16].
- 1956–1961 : phase de modernisation au Brésil sous la présidence de Juscelino Kubitschek (anos JK)[17]. Grâce à l'importante aide américaine, une longue période de progrès économique et d'enrichissement s'ouvre pour le Brésil. Entre 1950 et 1980, avec un taux de croissance de 7 % par an en moyenne, le PIB est multiplié par huit, cependant le revenu par habitant n'est multiplié que par 3,4 et les inégalités sociales s'accentuent[18]. Le gouvernement brésilien intervient pour accélérer le processus d’industrialisation. Le Brésil possède 20 000 métiers à tisser (coton). La production nationale d’acier représente 66 % de la consommation nationale en 1951[19]. Le Brésil compte alors 52 millions d’habitants. Après 1956, Juscelino Kubitschek, décidé à promouvoir « 50 ans de progrès en cinq ans », parvient à mobiliser les Brésiliens autour de la modernisation du pays, symbolisé par la construction en quatre ans d’une nouvelle et futuriste capitale, Brasilia sur les plans de l’architecte Oscar Niemeyer. Le développementisme fait progresser l’industrie de 10 % par an, au prix d’un endettement public considérable[20]. L’excès de la demande, et l’insuffisance de l’offre provoque une augmentation de l’inflation et nécessite une dévaluation.

- L’Argentine, le Brésil et le Mexique représentent 72,4 % de la production industrielle totale de l’Amérique latine. Dans ces trois pays, l’industrie compte pour plus de 20 % du PIB[15].

- Le PNB des États-Unis représente 40 % du PNB mondial ; il détiennent les deux tiers des réserves d'or et le dollar supplante la livre sterling ; leur flotte marchande représente les deux tiers de la flotte mondiale, ils produisent les deux tiers du pétrole et la moitié du charbon de la planète[21]. Les dépenses pour la défense passent de 13 milliards de dollars en 1950 à plus de 50 milliards en 1953[22].

### Asie
- 1950 :
  - d'après Angus Maddison, la Chine ne produit plus que 4 % du PIB mondial, alors qu'elle était la plus grande puissance en 1820 et qu'elle le redevient au début du XXIe siècle[23].
  - le Moyen-Orient représente 17 % de la production mondiale de pétrole en 1950[24]. Les revenus pétroliers de l'Arabie saoudite passent de 56 millions de dollars en 1950 à 110 millions en 1951, 212 millions en 1952, 300 millions en 1959[25].
- 1951 : à l’instigation des États-Unis, les pays occidentaux mettent en place un embargo sur les produits stratégiques à destination de la Chine, ce qui permet aux pays du Chincom de monopoliser le marché chinois. Cet embargo, levé se révèle une catastrophe pour certains pays d’Asie, comme la Malaisie qui rompt l’embargo en juin 1956[26] en livrant du caoutchouc afin de pouvoir écouler ses énormes stocks et d’enrayer la chute des cours descendue à 25 cts contre 45 cts en décembre 1955.
- 1952 : Punjab Gram Panchayat Act[27]. Création en Inde du système des panchayats ou « conseil de village » à partir d’un projet élaboré par les Américains. Chaque village doit élire son panchayat qui élabore ensuite une sorte de plan de développement rural basé sur la création d’une coopérative[28].
- 1952–1973 : le Japon connait une haute croissance de l’économie, qualifiée de « miracle » (10,2 % par an de 1950 à 1973)[29]. L’industrie japonaise amorce en grand sa reconstruction.
- 1953 : l’Inde se tourne vers l’Union soviétique pour contrebalancer l’alliance américano-pakistanaise. Entre 1953 et 1959, le volume des échanges entre les deux pays est multiplié par quinze[30].
- 1954 : 
  - la guerre d’Indochine a fait officiellement 64 150 « tués, décédés ou disparus » dans le camp français, dont 12 550 Français. La guerre a coûté 3000 milliards de francs (1953), dont plus de 60 % à la charge de la France, soit 10 % des ressources françaises pendant les dix ans de conflit. Elle a empêché la réalisation du plan d’industrialisation de 1946 et marque l’échec du projet fédéral souhaité par la France en Indochine. En 1954, les États-Unis financent la guerre d’Indochine pour près de 80 %[31].
  - Inde : développement industriel dans le secteur des équipements lourds, plus particulièrement dans l’industrie sidérurgique et métallurgique. L’Union soviétique intervient dans les produits pétroliers (raffinerie de Baurani), les complexes industriels (aciérie de Bhilai et de Bokaro). Les secteurs de l’aluminium, du ciment, de la production d’électricité, du charbon et des biens de consommation (automobiles, bicyclettes, ustensiles de cuisine, réfrigérateurs…) progressent également. Le développement des PME reste décevant[32].

- 1956 : lancement d'un plan quinquennal de redressement économique en Corée du Nord (1957-1961)[33]. 80 % du potentiel économique de la Corée du Nord est détruit à la fin de la guerre. La discipline « spartiate » du PPTC et l’encadrement rigoureux de la société nord-coréenne permettent un redressement et un développement considérables juste avant 1960. La politique des plans de développement permet la reconstruction d’un secteur industriel important. Cette politique économique s’appuie, à partir de novembre 1956, sur un mouvement de mobilisation des travailleurs le Ch’ollima undong, le mouvement du Cheval volant. Les ouvriers sont invités à produire à un rythme accru[34].
- 30 avril 1956 : nouvelle résolution de politique industrielle en Inde définissant les catégories d’activités selon le rôle que l’État doit y jouer : les secteurs de la défense et l’industrie lourde relèvent de la compétence de l’État ; dans d’autres secteurs (communication, chimie, etc.), les sociétés publiques et privées peuvent se développer concurremment et un troisième groupe est entièrement laissé au privé. Une Commission de planification est chargée d’élaborer les objectifs concrets pour le développement de chaque secteur concerné[35].
- 1956-1960 : plan quinquennal en Indonésie. Il est difficile de le mettre en application, une grande partie de l’économie dépendant de capitaux étrangers. Les profits transférés à l’étranger représentent à peu près le tiers de l’ensemble des investissements prévus pour ce plan. La République ne peut investir dans son économie les revenus des exportations et la production des cultures vivrières augmente moins vite que celle des produits destinés à l’exportation[36].
- 1958 : la collectivisation des terres est achevée en Corée du Nord[37].
- 1958-1961 : le Grand Bond en avant, lancé pour développer l’industrie chinoise, entraine une grande famine dans les campagnes chinoises, qui tue entre 15 et 36 millions de personnes[38].
- 1959, Inde : un projet de réforme agraire est défini en janvier par le parti du Congrès à Nagpur. Nehru relance le mouvement des coopératives agricoles qui doivent permettre à l’État d’assurer des prix agricoles relativement bas et d’offrir des denrées de première nécessité dans les magasins d’État. Une limitation à l’étendue des propriétés est instituée pour affaiblir les zamindars, ainsi qu’une série de mesures au profit des cultivateurs non propriétaires. Les réformes agraires, du ressort des Assemblées régionales, sont mises en œuvre très lentement, freinées par les solidarités de classes et de castes. Elles réussissent cependant à instaurer une nouvelle forme de propriété fondée sur la législation occidentale[32].

- En Indonésie, au milieu du XXe siècle, 13 % des familles possèdent 82 % des terres et possèdent chacune plus d’un hectare ; 87 % ne possèdent pas de terres ou ont des exploitations de moins d’un hectare. En 1952, le secteur industriel représente 10 % du revenu national. En 1954, 96 % des grandes plantations appartiennent à des étrangers. La part des petits producteurs dans les exportations s’accroît ; en 1956, ils produisent en 1 956 413 646 tonnes de caoutchouc contre 262 506 aux grandes plantations[36].

### Europe

#### Europe orientale et URSS
- 2 juillet 1950 : loi instituant l’autogestion des entreprises par les travailleurs en Yougoslavie. Les centres de pouvoirs économiques sont décentralisés, et de plus grandes responsabilités sont données aux syndicats, autorisés à gérer leur production[39]. Ce socialisme autogestionnaire ne donne aucun résultat en raison des disparités économiques entre les provinces.

- 1951 : 80 % du commerce soviétique s’effectue avec les pays satellites[40].

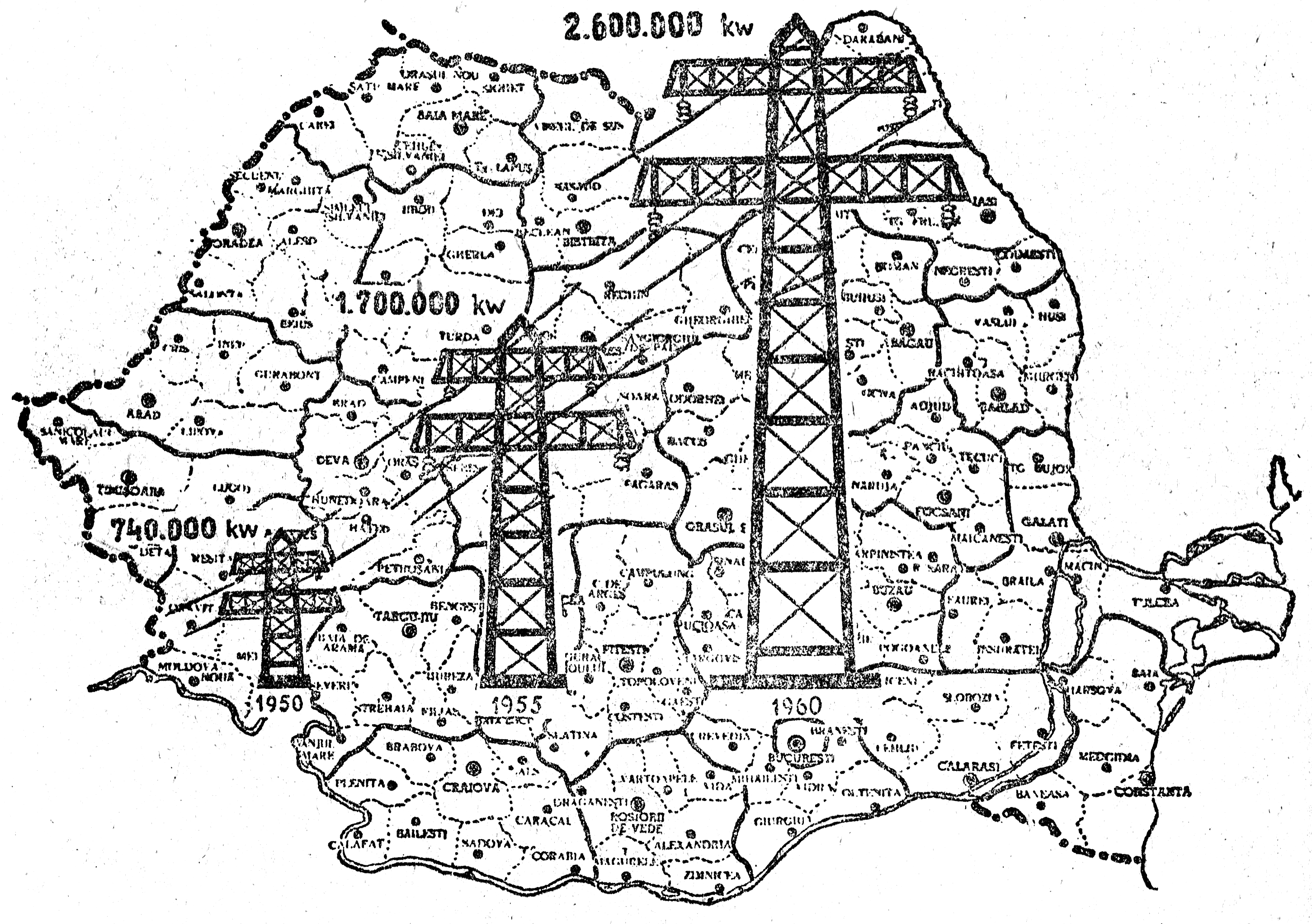
Propagande sur le processus d'électrification de la République populaire roumaine. Îndrumătorul pastoral, 1951.

- 1951-1955 : premier Plan quinquennal en République populaire roumaine, qui jette les bases d’une industrialisation systématique[41]. 42 % des investissements vont aux biens de production (industries lourdes, machines), 10 % à l’agriculture. Un Plan d’électrification prévoit de raccorder tous les villages en dix ans et un projet de construction d’un canal Danube-Mer Noire est lancé. Une politique de rigueur économique est menée à partir de 1952. De grands complexes sidérurgiques sont construits et l’extraction minière est considérablement développée.

- 1952-1959 : les États-Unis fournissent des équipements militaires pour 724 millions de dollars à la République fédérale populaire de Yougoslavie[42].
- 1953-1957 : premier plan quinquennal  en République fédérale populaire de Yougoslavie ; la production industrielle augmente de 70 %[43].
- 1954 : le gouvernement soviétique lance le programme « Terres vierges et inoccupées » afin d’accroître rapidement la superficie de terres ensemencées en Sibérie occidentale et au Kazakhstan[44]. La poursuite de l’immigration russe et l’industrialisation dans le cadre de l’économie planifiée de l’Union soviétique ont pour effet de rendre la population kazakhe minoritaire dans sa république.
- 1956 : adoption du 6e plan quinquennal par le XXe congrès du Parti communiste de l'Union soviétique (1956-1960). Il prévoit le déplacement des efforts de modernisation dans le domaine de l'agriculture, du logement et de la production de biens de consommation[45]. Le développement de l’économie soviétique après la Seconde Guerre mondiale suit les lignes tracées par les plans quinquennaux ou septennaux (1959-1965). La totalité du contenu de ceux-ci est souvent révélée seulement un ou deux ans après leur mise en application.

- 1957-1962 : volonté de décentralisation et de partielle libéralisation de l’agriculture en URSS ; les conseils industriels régionaux (sovnarkhoze) sont mis en place et certaines entreprises industrielles sont regroupées. La supervision des exploitations agricoles passe de l’administration centrale à 105 conseils régionaux (47 en 1962)[46]. Les collectivités deviennent propriétaires des machines agricoles (elles les louaient auparavant à des stations techniques), tandis que le cours auquel l’État achète les céréales est relevé.

- 1958 : 
  - le septième congrès de la Ligue des communistes de Yougoslavie tenu à Ljubljana appelle à la réorganisation des terres agricoles en unités socialisées plus grandes. La collectivisation n’est jamais forcée et les terres collectivisées ne dépasseront pas 13 %. Environ 70 % des exploitations privées sont inférieures à 5 ha et mal cultivées. Des disettes intermittentes dues aux sécheresses nécessitent l’achat de céréales aux États-Unis et à l’Union soviétique.
  - reprise de la collectivisation agricole en Roumanie par la transformation des coopératives de 1er type en kolkhoze[47].

- 1959 : adoption d'un plan septennal en URSS (7e plan), qui met l'accent sur le développement de l'industrie[45].

#### Europe occidentale
- 1949-1963 : Ludwig Erhard, ministre de l'économie  en Allemagne de l'Ouest forge le concept d'économie sociale de marché[48]. Période dite du Wirtschaftswunder dans l'histoire économique de l'Allemagne[49].
- 1950-1953 : la guerre de Corée provoque le renchérissement des matières premières et relance l’inflation au Royaume-Uni. Les dépenses militaires augmentent de 4,7 milliards de £ en 1950, et le gouvernement doit procéder à un train d’économies budgétaires. La consommation retrouve son niveau d’avant-guerre. La production industrielle a augmenté de 5,5 % par an depuis 1945, tandis que l’objectif de plein emploi est atteint avec un taux de chômage de 1,5 à 3,1 %. La hausse des prix a atteint 23 % depuis 1945. L’État contrôle 80 % de l’économie. Les dépenses sociales s’élèvent à 1,5 milliard de £. 54 % de la richesse reste aux mains de 1,5 % de la population, et 60 % des Britanniques disposent d’un patrimoine inférieur à 100 £ (75 % en 1939). La redistribution favorise principalement la classe moyenne qui détient 43 % des richesses contre 39 % en 1939[50].
- 1950-1960 :
  - début de l’exode rural en Espagne. 50 % des actifs travaillent alors dans le secteur primaire, 25 % dans les années 1970, 10 % au début des années 1990 et 5 % dans les années 2000[51].
  - le nombre de touristes qui visitent le Portugal passe de  70 000 à 352 000[52]. Le pays compte 750 000 journaliers en 1955.
- 1951-1970: miracle économique en Italie. Le PIB double entre 1951 et 1963 et la production industrielle fait plus que doubler. D'abord poussée par la demande intérieure de 1951 à 1958, cette explosion économique est largement tournée vers l’exportation de 1958 à 1963[53] (Fiat, Olivetti, Montecatini-Edison…). La structure de l’industrie italienne (petites industries) est capable d’évolution rapide, de bien « coller » au marché, et sait accompagner le « boom » des scooters, des machines à laver et des réfrigérateurs. De 1950 à 1970, le revenu par tête augmente en Italie plus vite que dans toute l’Europe à l’exception de la RFA.
- 1951-1964 : période de croissance économique remarquable au Royaume-Uni ; le PNB augmente de 2,8 % par an en moyenne et le revenu national passe de 12 à 40 milliards de £. L’inflation reste inférieure à 2,5 % en moyenne. Le taux de chômage ne dépasse pas 2,5 % de la population active. Le revenu par tête passe de 200 à 500 £ et les salaires réels progressent en moyenne de 29 %. Au pouvoir de 1951 à 1964, les conservateurs cherchent à réguler directement la consommation et le plein emploi en écartant tout dérapage inflationniste qui aurait mis la monnaie en danger. Cette politique provoque l’alternance de phases d’expansion (1952-1955, 1958-1960, 1962-1964) et de contraction (1955-1958 et 1961-1962), qualifié de « stop and go »[50].
- 1952 : fin du rationnement en Espagne[54].
- 1953-1958 : premier plan de développement au Portugal[55].
- 1954 : fin du rationnement au Royaume-Uni[56].
- 1954-1965 : rafraîchissement des températures printanières en Europe occidentale[57].

- 1955 : Burberry est proclamé Royal Warrant, fournisseur de la Cour, par Élisabeth II[58].

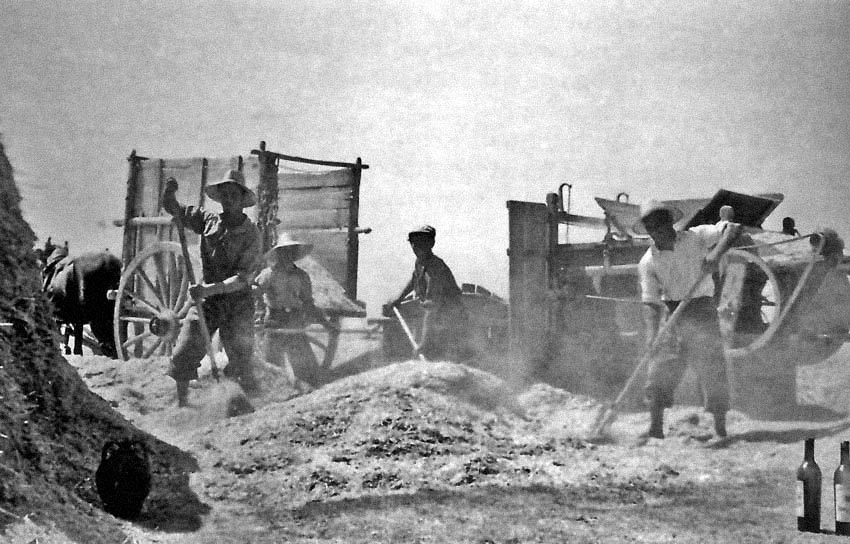
Vannage des céréales en Espagne en 1955.

- 1956 : vague de froid ; en Espagne la destruction des récoltes (oliviers, agrumes) plonge le pays dans la crise. Le pays doit importer massivement des céréales pour éviter la famine, ce qui fait diminuer les réserves en or de l’État. Le déficit de la balance commerciale atteint ses plus hauts sommets. La peseta s'effondre et l'inflation creuse les inégalités sociales. Franco doit nommer au gouvernement une équipe de techniciens de l’économie (Laureano López Rodó, Alberto Ullastres, Mariano Navarro Rubio), formé par l’IESE (Institut d’études supérieures de l’entreprise de l’Opus Dei), ce qui va permettre le développement espagnol (1958-1963)[59].
- 1er novembre 1958 : introduction des Premium Bond (en) par le chancelier de l’Échiquier Harold Macmillan pour limiter l’inflation et favoriser l’épargne au Royaume-Uni[60].

- Novembre 1958 : rétablissement de la convertibilité de la livre sterling[61].

##### France
- 1949-1963 : poursuite des Trente Glorieuses. Les gains de productivité augmentent de 5 % par an en moyenne de 1949 à 1963. Le pouvoir d’achat ouvrier est multiplié par plus de 2 entre 1949 et 1967 et par 3,2 de 1949 à 1976[62]. La Bourse de Paris connaît une phase de hausse des cours des actions avant de repartir à la baisse en 1963-1967[63].
- 1950 : 15 % des contribuables paient l'impôt sur le revenu (63,3 % en 1979)[64].
- 1950-1952 : l'inflation redémarre en juillet 1950, relancée par la hausse des prix des matières premières due à la guerre de Corée, par la politique de réarmement et par la libération des prix et des salaires[65] (11,1 % d'inflation en 1950, 16,9 % en 1951, 11,8 % en 1952[62]).
- 1950-1951 : les dépenses militaires passent de 450 à 740 milliards de francs courants, à 30 % du budget de l'État[66].
- 1950-1960 : le taux de prélèvements obligatoires passe de 28,3 % à 32,2 % du PIB[67].
- 1951-1952 : le déficit budgétaire passe de 400 milliards de francs à 706 milliards ; il reste élevé à 648 milliards en 1953[68]
- 1952 :
  - le gouvernement Antoine Pinay s'attache à résorber le déficit des finances publiques et de stabiliser la monnaie ; en mai, il lance l'emprunt Pinay[69] ; en juillet, il fait adopter l'échelle mobile des salaires pour tenter de juguler la spirale prix/salaires[70].
  - 1 257 milliards de francs de dépenses militaires, qui ont cru de 60 % en un an[71].
- 1953-1957 : la fin de la guerre de Corée fait baisser les prix mondiaux des matières premières. La conjoncture internationale met fin provisoirement à l’inflation[72]. Les prix baissent pour la première fois depuis 1935 (déflation de -1,2 % et -0,4 % en 1953, puis inflation mesurée de 1,2% en 1955, 2 % en 1956, 2,7 % en 1957)[62]. Mais la demande est contractée, ce qui joue sur la croissance de la production industrielle[70].
- 1954 : selon le recensement, le secteur secondaire représente 36,8 % de la population active, à la première place pour la première et la seule fois[73]. La proportion d'ouvriers à l'intérieur de la population industrielle atteint un sommet (87,2 % pour 5,1 % de patrons et 7,7 % d'employés)[74]. 26,9 % des actifs travaillent dans l’agriculture (9,5 % en 1975). Le nombre des exploitations passe de 3 à 1,5 million en vingt ans, tandis que leur taille augmente. Exode rural : plus de 300 000 ruraux s’installent en ville (1954-1968) pendant qu’entre 170 000 et 220 000 citadins font le mouvement inverse. 10% des parisiens (300 000 personnes) logent dans des hôtels meublés[75]. Près de 35 % des ménages sont propriétaires de leur logement[76].
- 10 avril 1954 : loi fiscale qui institue la taxe sur la valeur ajoutée (TVA) au taux de 16,85 %, porté à 19,5 % par le décret du 30 avril 1955[77]. Elle remplace une série de taxes sur la production[70].
- 1955 :
  - la balance commerciale affiche un excédent de 84 millions de dollars, premier excédent commercial depuis la fin de la guerre. Elle replonge avec 800 millions de dollars de déficit dès 1956[78].
  - création du  Fonds de développement économique et social[70].
  - apparition des grands ensembles urbains[79]. 279 000 logements sont mis en construction. 208 000 sont achevés pour un encours de 423 000 logements[80].
  - 305 000 tracteurs (996 000 en 1965)[62].
  - apparition des meubles recouverts de stratifié type « formica »[81].
- 28 février 1956 : troisième semaine de congés payés[81].
- 1956 : 3 880 milliards de francs de recettes budgétaires et 4 650 milliards de francs de dépenses de l'État, dont 30 % affecté à l'armée, 20 % au social, 20 % aux dépenses intérieures (instruction, justice...), 13 % aux investissements, 17 % à la dette[82]. La crise économique, couplée à la hausse des dépenses militaires (300 milliards de francs) et des dépenses sociales (350 milliards) provoque un important dérapage des dépenses de l'État et du déficit public qui atteint 925 milliards de francs en 1956 et 1100 milliards en 1957 contre 650 milliards en moyenne entre 1952 et 1956[83].
- janvier 1956-avril 1958 : forte augmentation des impôts (+8,1 % et 1956 et +13,2 % en 1957 en francs constants)[84].
- 1956-1958 : reprise de l'inflation ; 2 % en 1956, 2,7 % en 1957, 15 % en 1958[62].
- 26 juin 1957 : le ministre des finances Félix Gaillard prend des mesures d'austérité pour lutter contre l'important déficit qui affecte le budget de l'État. Il réussit à faire voter par le parlement une loi fiscale instaurant une avance de 300 milliards de francs de la Banque de France et un assainissement financier de l'État par une majoration d'impôts de 130 milliards (hausse de 10 % de l’impôt sur les sociétés, réduction de la décote fiscale de 25 % pour les entreprises ayant un chiffre d’affaires supérieur à 45 millions de francs. Les droits de timbre et d’enregistrement, le prix de l’essence et les tarifs postaux et téléphoniques sont majorés de 20 %. Le taux de TVA passe de 19,5 à 25 % sur certains produits de luxe). Depuis juin 1956, la fiscalité a été alourdie de 327 milliards de francs (sur un total de 3 684 milliards de recettes fiscales, compte non tenu des mesures de décembre), augmentation sans précédent depuis 1948[82].
- 31 juillet 1958 : hausse fiscale de 50 milliards de francs. L’impôt sur les sociétés est majoré d’une contribution exceptionnelle de 2 % sur les bénéfices de 1957 (le taux passe à 50 %). Le taux de la TVA est porté de 24 à 27,5 % sur les spiritueux et les travaux immobiliers, ce qui produit 7,5 milliards de francs. La taxe sur les carburants est également majorée de 7,5 milliards de francs. Une contribution exceptionnelle de 10 % est établi sur les plus hauts revenus[85],[86].
- 31 juillet 1958 : vote par la chambre du Plan Pinay-Rueff d'assainissement financier, immédiatement appliqué par une série d'ordonnances. Il vise à juguler l’inflation, à stabiliser la monnaie, et à favoriser l’expansion de l’économie en rétablissant sa compétitivité et par la libération des échanges, avant l'entrée dans le Marché commun le 1er janvier 1959[87]. Une dévaluation de 17,5 % et la création du nouveau franc permet de rendre sa convertibilité à la monnaie et à donner de la compétitivité aux produits français sur le marché mondial. Le plan préconise dès le 1er janvier 1959 une libéralisation des échanges[88].

- 1958 :
  - la télévision équipe un peu moins de 10 % des foyers (1 000 000 de téléviseurs)[89], mais les Français disposent de 10,2 millions de récepteurs radios[90].
  - Le taux de natalité est encore supérieur à 18 ‰, un taux qui correspond à environ 810 000 naissances par an. Entre 1946 et 1958, le nombre des jeunes âgés de moins de 15 ans a augmenté de plus de 30 %. Il en résulte une explosion des effectifs à scolariser. Ce sont les enfants du baby-boom.
- 1959 : 
  - les prélèvements obligatoires représentent 30,7 % du PIB[91].
  - 5,3 millions de contribuables sont assujettis à l'impôt sur le revenu[92].
- 1959-1963 : la balance commerciale devient excédentaire[93].

| Année                                  | 1954         | 1955         | 1956          | 1957           | 1958           | 1959           | 1960           | 1961          | 1962           | 1963           |
| -------------------------------------- | ------------ | ------------ | ------------- | -------------- | -------------- | -------------- | -------------- | ------------- | -------------- | -------------- |
| Dépenses militaires (francs 1960)      | 12 milliards | 11 milliards | 14 milliards  | 14,6 milliards | 14,8 milliards | 16,3 milliards | 16,1 milliards | 16 milliards  | 14,5 milliards | 13,9 milliards |
| % du PIB                               | 7,5          | 6,3          | 7,5           | 6,9            | 6              | 6,2            | 6              | 5,5           | 5              | 4,6            |
| Dont affecté à l'Algérie (francs 1960) | 0,5 milliard | 2 milliards  | 4,6 milliards | 5,5 milliards  | 7 milliards    | 7,5 milliards  | 7,7 milliards  | 7,8 milliards | 2,5 milliards  | 0              |
| Effectif militaire déployé             | 50000        | 83000        | 120000        | 250000         | 400000         | 450000         | 470000         | 480000        | 80000          | 0              |

## Démographie
- 1950 : 
  - la population mondiale est estimée à 2,529 milliards d'êtres humains ; 1,403 milliard en Asie, 547 millions en Europe, 224 en Afrique, 332 en Amérique, 13 en Océanie[94].
  - la population de l’Amérique latine passe de 95 millions d’habitants en 1925 à 157 millions en 1950. La population urbaine, qui représentait 30 % du total en 1929, est de 45 % en 1950.
  - 25 791 017 habitants au Mexique[95].
- 6 mai 1951 : recensement en Colombie.
- 1951 :
  - recensement au Canada ; le pays compte 14 009 429 habitants[96].
  - 367 000 Indiens en Afrique du Sud (220 000 en 1936, 477 000 en 1960 et 620 000 en 1970)[97].
- 1956 : parution d’un petit livre de statistiques officielles dans lequel l’Union soviétique annonce 200 millions d’habitants — mais sur un recensement d’avant-guerre, un taux de mortalité de 8,4 pour mille (30,2 en 1913), un taux de natalité de 25,6 pour mille (47 en 1913).
- 1958 :  106 600 Européens recensés au Congo belge.

- 200 millions d’habitants en Afrique (7,5 % de la population mondiale). L’Afrique ne dispose que de 2 % du revenu national mondial.
- 2,5 millions d’habitants en Côte d’Ivoire en 1955.
- 300 000 habitants à Dakar en 1956.
- L’Algérie française comprend une forte minorité d’origine européenne : 1 000 000 habitants face aux 9 000 000 de « Musulmans », ainsi que 400 000 soldats français engagés dans le conflit algérien en 1956. 140 000 Juifs vivent en Algérie.
- 78 000 Blancs pour 4 millions de Noirs en Angola.